# Ханга, Абдула Кассим
Абдула Кассим Ханга (Abdullah Qasim Hanga) (1932—1969)  — премьер-министр Занзибара c 12 января по 27 апреля 1964 года, был революционером, репрессирован после государственного переворота и погиб в тюрьме (убит по приказу президента Джулиуса Ньерере). Отец журналистки, теле- и радиоведущий, актрисы и ютубера Елены Ханги.

## Биография
Абдула Кассим Ханга был одним из революционеров и стал первым премьер-министром Занзибара.
Сын имама. Окончил Оксфордский университет, говорил на нескольких языках.
Жил в Москве, часто ездил в Танзанию, однажды уехал и не вернулся. Потом жена прочитала в газете, что он погиб во время переворота… Имел 4-х жён, по мусульманскому обычаю.
Муж Лии Оливеровны Голден, их ребёнок — телеведущая Елена Ханга (род. 1 мая 1962).

 Лия Голден о бывшем муже:
— Лили, как вы познакомились с отцом вашей единственной дочери?
— Это необычная история. В 60-е годы Занзибар стал готовиться к независимости, и решали вопрос, кто встанет во главе свободного государства. Абдалла Кассим Ханга был самый грамотный, поэтому его отправили учиться в Оксфорд. В этот момент его соратники решали, на ком ему жениться. Претенденток было много. Но оказалось, что один из занзибарцев, которому я однажды помогла выступить на Первом фестивале молодежи, сказал, что видел в Москве такую женщину, грамотную очень, и фигура «как бочка на бочке стоит». В Африке это комплимент. Так все дружно и проголосовали за меня. Абдулла стал приезжать в Москву и искать меня. А однажды, когда нашел, просто позвонил в дверь и сказал: «Меня зовут Абдулла Кассим Ханга, я пришел на тебе жениться». Признаться честно, он мне понравился, но времени у меня на него совсем не было. Тогда он переехал в Москву и стал ждать моего согласия, за это время он экстерном окончил Институт им. Лумумбы. За два года он прошел программу шести лет. Он говорил на четырёх языках. Его ум покорил меня и я стала его женой. Мы прожили вместе восемь лет, но я почти не знала его. Он все время был в отъездах, сидел в тюрьмах, потому что был угрозой для местных лидеров — его боялись. Мое замужество вызвало большой отклик в американской и английской прессе, были предположения, что этот брак — хитрый ход Москвы. Тогда Африка была абсолютно закрытая страна, и я была первой из СССР, которая вышла замуж за африканца, тем более за революционера! По этому поводу в английском Парламенте выступил Лорд Хью — министр иностранных дел, где он заявил, что я советник Н. Хрущёва по африканским делам. Некоторые африканские журналы вообще писали, что я шпионка Китая, хотя я там даже ни разу не была (смеётся).
— Ваш муж был мусульманин, это как-то отразилось на ваших отношениях?

— Когда я выходила за него замуж, моей целью было помочь ему в политической деятельности. Возможно, просто я до конца не верила, что он будет предъявлять ко мне требования, как к мусульманской жене. Однако меня предупредили, что если я хочу, чтобы моего мужа уважали, я должна выполнять некоторые условия. Я не могла первая с ним заговорить, выйти на улицу или вступать в разговор с мужчинами. Однажды, в его отсутствие, когда он уже стал премьер-министр Танзании, я прочла в газете, о том, что он завел себе ещё четырёх жён. По возвращению его домой, я попросила его объясниться, на что он спокойно ответил: «Не волнуйся, это не жёны, это — подарки!».— 